# Jökulsá á Dal

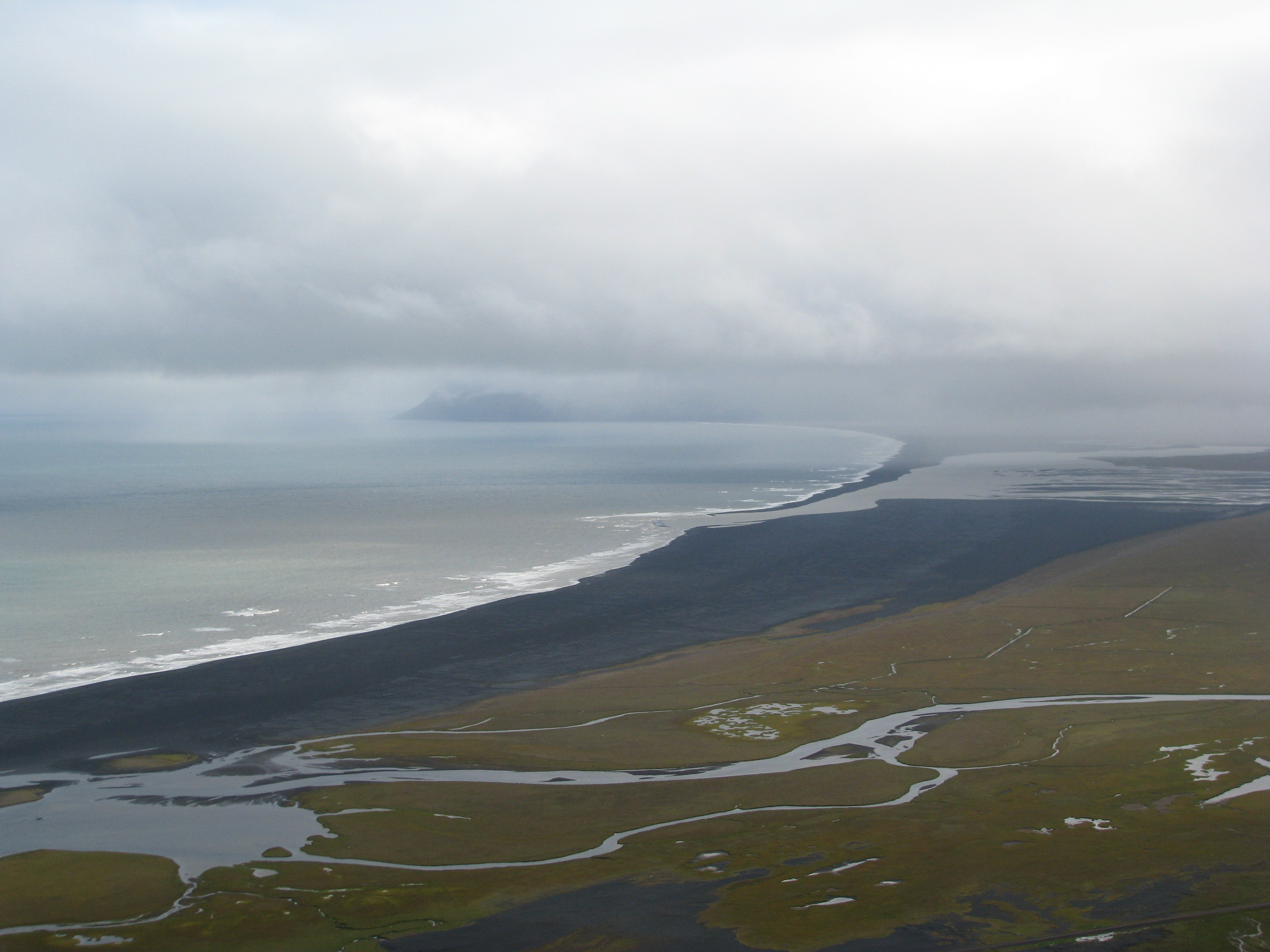
De Héraðsflói met de Héraðssandur spoelzandvlakte en de monding van de Jökulsá á Dal.

De Jökulsá á Dal, ook wel Jökulsá á Brú genoemd, is met zijn 150 kilometer de langste rivier in het noordoosten van IJsland. De rivier heeft zijn bron aan de noordrand van de gletsjer Vatnajökull. De Jökulsá á Dal heeft een debiet van 205 m³/s en mondt uit in de Héraðsflói baai.